# La Chapelle-Saint-André
La Chapelle-Saint-André é uma comuna francesa na região administrativa de Borgonha-Franco-Condado, no departamento Nièvre. Estende-se por uma área de 26,5 km². Em 2010 a comuna tinha 307 habitantes (densidade: 11,6 hab./km²).